# Флаг Слободского района
Флаг муниципального образования Слободско́й муниципальный район Кировской области Российской Федерации — опознавательно-правовой знак, служащий официальным символом муниципального образования.
Флаг утверждён 24 апреля 2009 года и внесён в Государственный геральдический регистр Российской Федерации с присвоением регистрационного номера 5041.

## Описание
«Прямоугольное полотнище с отношением сторон (ширины к длине) 2:3, воспроизводящее герб Слободского района в белом, красном и жёлтом цветах».
Геральдическое описание герба гласит: «В серебряном поле червлёная шкура, обременённая золотыми весами, в правой чаше которых — три золотых головки хлебных колосьев, положенных в правую перевязь и расположенных веерообразно, в левой — три золотых видимых с торца бревна, одно и два».

## Символика
Флаг, разработанный на основе герба, языком символов и аллегорий передаёт природные, исторические и экономические особенности, района.
Слободская земля, как никакая другая в Кировской области, издревле славится своими древними и богатыми купеческими традициями. Слободские купцы торговали зерном, льном, лесом, глубокие корни имеют меховое и скорняжное производства. Долгое время Слободской уезд по количеству купцов первой гильдии превосходил губернскую Вятку. Слободской купец Ксенофонт Анфилатов первым из российских негоциантов начал торговлю с Америкой, им же был основан первый в России Общественный банк. Слободское купечество славилось не только успешным предпринимательством, но и благотворительной деятельностью, меценатством.
Богатые традиции предпринимательства символически выражены на флаге золотыми весами, употреблявшимися купцами при торговле. Отрасли промышленности, имеющие вековые корни и составляющие экономику Слободского района сегодня, переданы на флаге следующими символами:
червлёная шкура олицетворяет предприятия меховой и кожевенной отрасли;
брёвна — лесопромышленный комплекс;
колосья символизируют развитое сельское хозяйство.
Белый цвет полотнища даёт перекличку с флагом города Слободского, что обеспечивает стилистическое единство городской и районной символики и показывает неразрывную историческую связь двух муниципальных образований.
Серебро (графически отображается белым цветом) означает чистоту, милосердие, благородство, согласие.
Золото (графически отображается жёлтым цветом) символизирует богатство, как духовное, так и материальное, верность, справедливость, мудрость.
Червлёный (красный) цвет — символ отваги, мужества и щедрости.